# Thyreus lieftincki
Thyreus lieftincki là một loài Hymenoptera trong họ Apidae. Loài này được Rozen mô tả khoa học năm 1969.